# Louis Pierre Gratiolet
Louis Pierre Gratiolet (Sainte-Foy-la-Grande, 1815 – Parigi, 1865) è stato un anatomista e zoologo francese.
Gli studi di Gratiolet si sono concentrati in alcuni specifici ambiti, ovvero: neuroanatomia, fisionomia e antropologia fisica. Si è occupato di anatomia comparata, analizzando differenze e similitudini tra il cervello della specie umana e quello di diversi primati. Gli è riconosciuto d’aver introdotto la demarcazione della superficie corticale del cervello in cinque lobi: frontale, temporale, parietale, occipitale e corteccia insulare.
Assieme al collega Paul Broca eseguì studi correlati sull'afasia e sul lobo frontale. Gratiolet contestava la tesi di Broca il quale riteneva che un cervello più grande equivalesse a un'intelligenza superiore.
Dal 1862 fu docente di zoologia alla Sorbona.